# Thomas Klinger (Fotograf)
Thomas Klinger (* 1951) ist ein deutscher Fotograf, Grafiker und Autor.

## Leben
Thomas Klinger ist Sohn des Kunstmalers Will Klinger-Franken und Bruder der Bildhauerin und Keramikerin Eva Klinger-Römhild. Er erfuhr seine Ausbildung als Fotograf und Grafiker bei Will McBride und Willy Fleckhaus. Ab 1980 lehrte er für viele Jahre Fotografie an der Deutschen Journalistenschule in München.
Als freischaffender Fotograf ist er seit Jahrzehnten für viele Magazine wie den Stern oder das SZ-Magazin tätig. Zudem gestaltete er als Autor und mit seinen Fotografien rund 20 Bücher, unter anderem den Bestseller-Fotoband Körpersprache mit dem weltberühmten Pantomimen Samy Molcho.
In seinem Fotoatelier in Berchtesgaden wurde am 29. November 2015 die bis heute laufende „ständige Ausstellung“ Poesie des Lichts mit Werken der „Künstlerfamilie Klinger“ eröffnet.
Thomas Klinger ist verheiratet mit Kriemhild Buhl und lebt in Ramsau bei Berchtesgaden.

## Auszeichnungen
- Für seine Buchveröffentlichungen wurde er unter anderem mit dem Award des Art Directors Club New York und mehreren Kodak Fotobuchpreisen ausgezeichnet.[4]
- Das Münchner Stadtmuseum und die Photogalerie Zürich würdigten seine Arbeiten mit Einzelausstellungen.[4]

## Bibliografie (Auswahl)

### Fotobände

#### Kinder- und Jugendliteratur
- ... und wo arbeiten deine Eltern? – Kinder erfahren etwas über die Arbeitswelt. Zus. mit Elke Andersen und Hans Albrecht Lusznat. Ravensburger Verlag, Ravensburg 1982. ISBN 3-473-55039-6
- Kinder vom Circus – aus dem Leben von Alfred und Liane. Zus. mit Hans Albrecht Lusznat und Wanda Zacharias. Ravensburger Verlag, Ravensburg 1983, Tb-Ausgabe 1984. ISBN 978-3-473-33391-2
- Kindertage – drei Kinder erzählen ihren Alltag auf d. Land u. in d. Stadt. Zus. mit Hans Albrecht Lusznat. Maier Verlag, Ravensburg 1983. ISBN 3-473-33390-5
- Durchblick – Videofilme selbermachen. Zus. mit Jürgen Heckmanns und Hans Albrecht Lusznat. Weismann Verlag, München 1983. ISBN 3-88897-006-7.
- Die Geschichte vom gelben Teich. Zus. mit Hans Albrecht Lusznat und dem Figurentheater Blechkiste. Kinderbuchverlag Reich, Luzern 1983. ISBN 3-276-00019-9.

#### Sachbücher

##### Biografien/Werkschauen
- Charlie Rivel: Schööön!. „Zum 85jährigen Geburtstag d. grossen Clowns“. Zus. mit Hans Albrecht Lusznat. Eichborn Verlag, Frankfurt am Main 1981. ISBN 3-8218-1702-X

##### Kulturgeschichte
- Gotik in Oberbayern. Text von Werner Bös. Süddeutscher Verlag, München 1992. ISBN 3-7991-6492-8

##### Reiseliteratur
- Das Berchtesgadener Land – mit Bad Reichenhall und Salzburg. Bildlegenden auch übers. ins Engl. von Patricia Goehl und ins Franz. von Dominique Kirmer. Süddeutscher Verlag, München 1985. ISBN 3-7991-6222-4.
- Auf geht's zur Wies'n – das Münchner Oktoberfest. Zus. mit Giosanna Crivelli (Fotografien) sowie einem Essay von Hanns Christian Müller u. Gerhard Polt. Thiemig Verlag, München 1985. ISBN 3-521-04168-9
- Venedig, Theater der Träume. Zus. mit Giosanna Crivelli (Fotografien) und Hilde Spiel (Essay). Süddeutscher Verlag, München 1988. ISBN 3-7991-6390-5

### Fotoillustrationen

#### Sachbücher

##### Biografien/Werkschauen
- Jango Edwards: Ich lebe dich. Zus. mit Hans Albrecht Lusznat. Aus d. Amerikan. von Teja Schwaner u. Pociao. Sphinx Verlag, Basel 1983. ISBN 3-85914-612-2
- Samy Molcho: Körpersprache. Zus. mit Hans Albrecht Lusznat. Übersetzt u. a. ins Französische und Schwedische. Goldmann Verlag, München 1983 (26. Aufl. 2013). ISBN 978-3-442-17382-2.
- Samy Molcho: Alles über Körpersprache. Goldmann Verlag, München 1995 (7. Aufl. 2006). ISBN 3-442-39047-8
- Friedrich Wetter: Mit euch bin ich Christ, für euch bin ich Bischof. Verl. Sankt Michaelsbund, München 1998. ISBN 3-920821-04-1.

##### Kulturgeschichte
- Eva Gesine Baur: Schauplatz Salzburg. Propyläen, Berlin 2003. ISBN 3-549-07183-3.
- Eva Gesine Baur: Venedig – Stadt der Frauen. Liebe, Macht und Intrige in der Serenissima. Knesebeck Verlag, München 2005. ISBN 978-3-89660-313-5.

##### Ratgeber
- Mike Krüger: Mike Krügers Golflexikon. Südwest-Verlag, München 1988. ISBN 3-517-01080-4
- Berührt, berufen, engagiert – Hilfen zur Berufswahl mit 12 Portraits. Berufe der Kirche, München 2003.

##### Sonstiges
- Vorstand d. SPD, Abt. Presse u. Information (Hrsg.): Wir in Deutschland vor der Wahl – Menschen, Meinungen, Motive / SPD. Vorstand d. SPD, Abt. Presse u. Information, Bonn 1986.
- Friedrich Wetter: Wer in der Liebe bleibt – Predigt bei der Eucharistiefeier mit Segnung der Ehepaare am 30. September 2007 im Mariendom zu Freising. Zus. mit Konstanze Klinger. Erzbischöfliches Ordinariat, München 2007